# Discosura conversii
El rabudito verde (Discosura conversii), también denominado coqueta de cola celeste, colibrí colicerda verde (en Costa Rica), cola-de-lira verde (en Colombia) o colicerda verde (en Panamá y Ecuador), es una especie de ave apodiforme de la familia Trochilidae, perteneciente al género Discosura. Es nativo del este de América Central y noroeste de América del Sur.

## Distribución y hábitat
Se distribuye desde el norte de Costa Rica, restringido a la pendiente caribeña, en la Cordillera Central y en la Cordillera de Talamanca al sur por Panamá, principalmente en la pendiente del Pacífico pero probablemente en altitudes similares en la pendiente caribeña, hacia el sur por la pendiente del Pacífico del oeste de Colombia hasta el suroeste de Ecuador (hasta El Oro y oeste de Loja).
Esta especie es considerada en general poco común en sus hábitats naturales: el dosel y los bordes de selvas húmedas montanas y de tierras bajas y claros del bosque con árboles florecidos. Principalmente en altitudes entre 700 y 1400 m pero puede bajar hasta los 60 m en el inicio de la estación lluviosa.

## Características
Esta es una especie del dosel del bosque. Hay muy pocas informaciones sobre sus hábitos reproductivos, pero una imagen publicada muestra a una hembra construyendo un nido en una rama delgada, así que es probablemente similar a otros nidos en forma de copa construidos por especies como el mango pechiverde (Anthracothorax prevostii). Todos los colibríes ponen dos huevos blancos incubados solo por la hembra, pero existen algunos reportes de nidos con tres huevos.
El rabudito verde tiene su dorso verde con una línea blanca y cola de color negruzco. Su peso es de sólo 3 g. El macho mide 10 cm de longitud, tiene la cola larga tipo hilo —la cual le da el nombre común a esta especie— y sus partes inferiores son de color verde. La hembra mide 7,5 cm, no tiene la cola larga y tiene el vientre negruzco con una banda verde en el pecho. Tiene unos llamativos bigotes blancos.
Generalmente es silencioso, pero pueden emitir un suave «chip». Se alimentan de néctar que obtienen visitando las flores pequeñas, incluyendo las de epífitas y arbustos, y también capturan pequeños insectos. Cuando los machos quieren reproducirse se exhiben en las ramas abiertas y pueden lanzarse en picadas.

## Sistemática

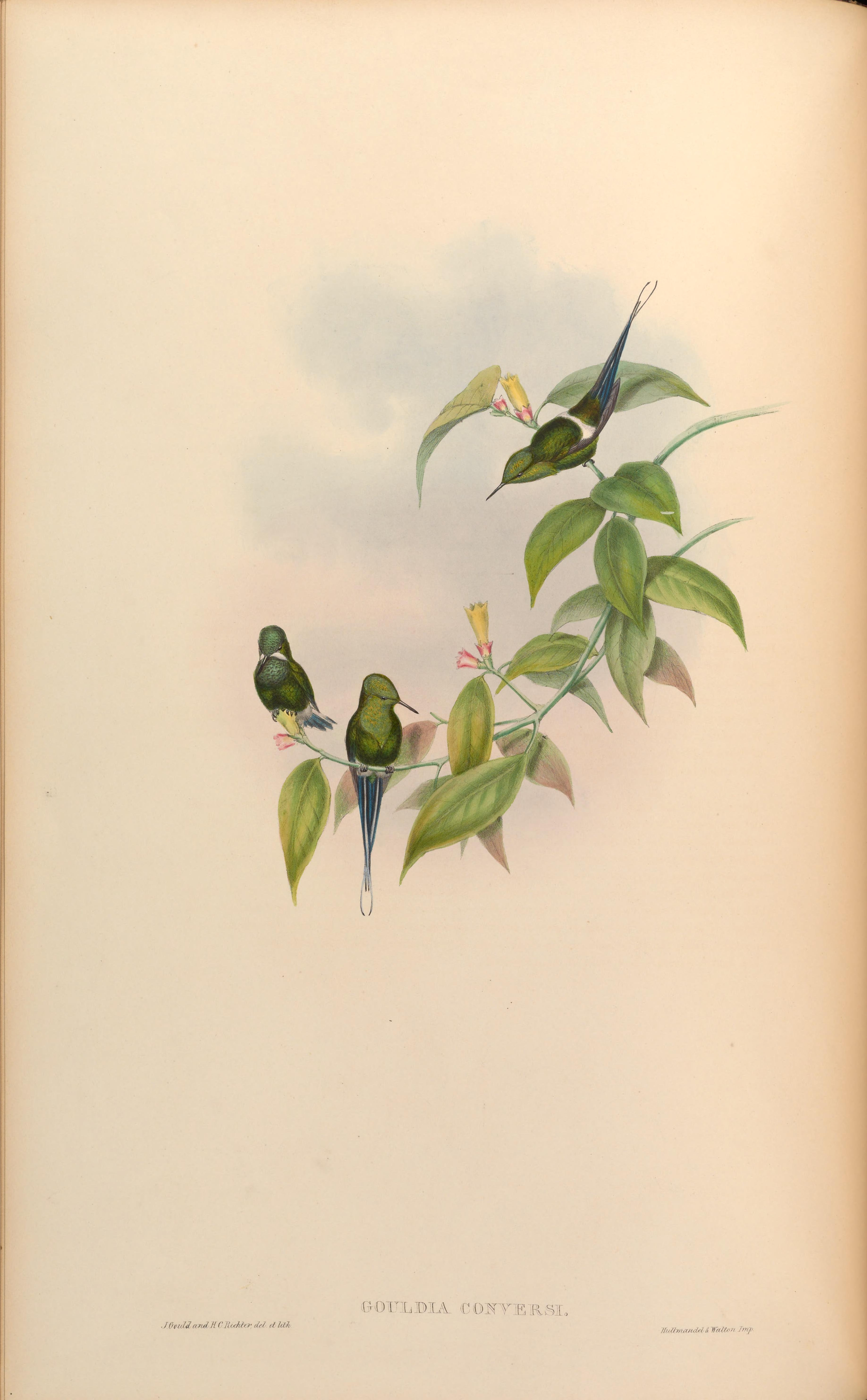
Gouldia conversi sinónimo de Discosura conversii ilustración de Gould y Richter en A monograph of the Trochilidae, or family of humming-birds 3, 1861.

### Descripción original
La especie D. conversii fue descrita por primera vez por los ornitólogos franceses Jules Bourcier & Étienne Mulsant en 1846 bajo el nombre científico Trochilus conversii; su localidad tipo es: «Bogotá», pero la especie no ocurre allí.

### Etimología
El nombre genérico femenino «Discosura» se compone de las palabras del griego «diskos» que significa ‘plato, disco’, y «oura» que significa ‘cola’; y el nombre de la especie «conversii», conmemora a M. Convers (fl. 1845), naturalista y recolector francés en Bogotá, Colombia.

### Taxonomía
La presente especie junto a otras tres del actual género estuvieron por mucho tiempo colocadas en el género Popelairia, pero clasificaciones más recientes optaron por incluir a todas en Discosura. Otros autores argumentan que todas las especies deberían ser incluidas en Lophornis, dada la similitud entre las especies de los dos géneros, con excepción de las altamente modificadas plumas de la cola de los machos.
Las formas propuestas Popelairia conversii salvini Ridgway, 1911 de Costa Rica y Gouldia conversi aequatorialis Berlepsch & Taczanowski, 1884 se consideran inválidas.